# Terezia Preda
Terezia Preda, född 18 juni 1956, är en rumänsk bågskytt. Hon deltog vid olympiska sommarspelen 1980.